# 沙讷 (奥布省)
沙讷（法語：Channes，法語發音：[ʃan]）是法国奥布省的一个市镇，属于特鲁瓦区。

## 地理
沙讷（47°56'26"N, 4°15'17"E）面积14.26 平方千米，位于法国大東部大區奥布省，该省份为法国中北部省份，北起马恩省，西接塞纳-马恩省，西南至约讷省，东南至科多尔省，东临上马恩省。
与沙讷接壤的市镇（或旧市镇、城区）包括：布拉日洛涅-博瓦尔、韦尔托、阿尔托奈。

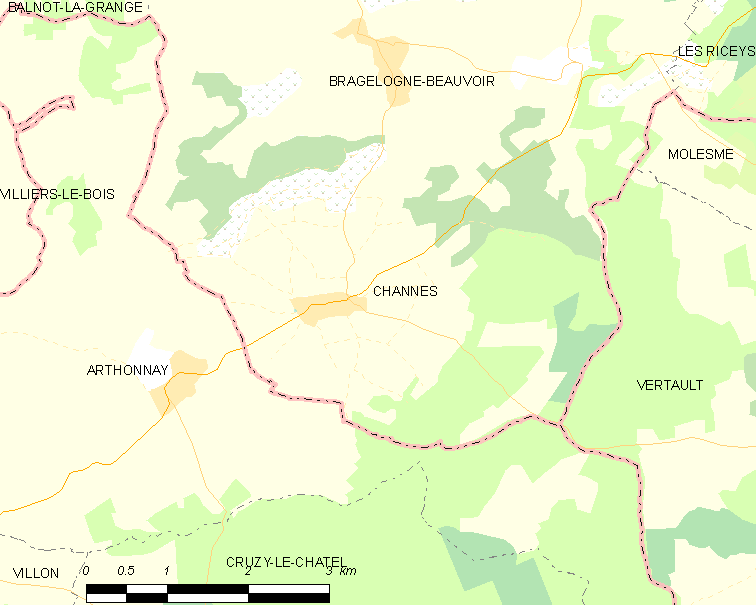
的OSM定位图

沙讷的时区为UTC+01:00、UTC+02:00（夏令时）。

## 行政
沙讷的邮政编码为10340，INSEE市镇编码为10079。

## 政治
沙讷所属的省级选区为莱里塞县。

## 人口

1962-2008年间人口变化图示

沙讷于2022年1月1日时的人口数量为116人。